# Berberis eutriphylla
Berberis eutriphylla är en berberisväxtart som först beskrevs av Friedrich Karl Georg Fedde, och fick sitt nu gällande namn av C. H. Müll.. Berberis eutriphylla ingår i släktet berberisar, och familjen berberisväxter. Inga underarter finns listade i Catalogue of Life.